# François Joseph Français
François Joseph Français (francès: François Français)  (Saverne, 7 d'abril de 1768 - Magúncia, 30 d'octubre de 1810) fou un matemàtic francès, que va treballar en equacions diferencials parcials.

## Vida i Obra
Els germans Français, fills d'un botiguer, van néixer a Saverne amb set anys de diferència. François, el més gran, va entrar al seminari el 1789 i dos anys més tard era professor a l'escola central de Colmar (avui Lycée Bartholdi). Nomenat professor de matemàtiques a l'Escola Central d'Estrasburg (actual Lycée Fustel-de-Coulanges) el 1792, substituint Arbogast que havia estat escollit diputat, ho deixa el 1793 per participar en la guerra contra els reialistes en la revolta de La Vendée.
El 1797 és nomenat professor de l'escola central de l'Alt Rin a Colmar. El 1803 és professor al Licée de Mainz, però ho deixa l'any següent per donar classes de matemàtiques a l'Acadèmia d'Artilleria de La Fère i, a continuació, a la de Mainz. En morir, va deixar quatre fills menuts que van ser adoptats pel seu germà, Jacques Frédéric.
La major part de l'obra de François Joseph Français va ser publicada pel seu germà, i versa sobre equacions diferencials parcials, tema sobre el que va mantenir correspondència amb Lacroix. També se li reconeix cert paper com pioner de la representació geomètrica dels nombres complexos.